# 坂本浩一
坂本 浩一（さかもと こういち、1970年9月29日 - ）は、日本・アメリカ合衆国・ニュージーランドで活動するスタントマン、映画監督、プロデューサー、コンテ・マン。アルファスタント所属。プロデューサー及び演出家としてはフリーランス。東京都足立区出身。足立区立東綾瀬中学校、専修大学松戸高校卒。
角川書店や富士見書房に所属する坂本浩一とは、同姓同名の別人である。

## 来歴
足立区千住で生まれ、五反野で育つ。小学校3年時に埼玉県八潮市に転居。実家はアルミニウム関係の会社を経営している。
小学3年生時に『ドランクモンキー 酔拳』を見たことがきっかけでジャッキー・チェンに憧れ、高校1年時に倉田アクションクラブに入門し、16歳からスタントマンとしての活動を開始する。入門に際し、「30歳までに成功しなければ家業を継げ」と父から言われたという。
クラブでのトレーニングを経てキャラクターショーでデビュー。新人時代は小柄な体型だったため、ショーでは戦闘員と兼役でピンクなどの女形を演じていた。
高校卒業後、映画監督になるために渡米を決める。その理由として、日本の大学に魅力を感じなかったことや、ロサンゼルスでの短期滞在中にその土地柄に感銘を受けたことなどを挙げている。
1988年秋に倉田アクションクラブの活動を中止し、1989年4月に留学生として渡米。カリフォルニア州立大学ロサンゼルス校付属語学学校で英語を学んだ後、1990年2月にグレンデール・コミュニティ・カレッジに入学（後に南カリフォルニア大学に編入）。カレッジ在学中、ジェフ・プルートと知り合ったことがきっかけで『アンダーカバー』に彼の個人アシスタントとして参加。
同作品のプロデューサーと監督がプルートの補佐としてアクションを実演している坂本の動きを評価し、正規のアシスタント・スタント・コーディネーターとしての参加を打診。留学生の坂本は就労資格を持っていなかったが、製作側から「同じスタッフで数本映画を撮る予定だから労働ビザを出すし、映画俳優組合と俳優協会にも入れる」と言われたことから承諾し、『アンダーカバー』の続編2作に参加。
労働ビザを得たことから大学を休学し、プルートと共に「ジェフとコーイチ」として活動していたが、坂本の名が売れるに連れてプルートとの関係が悪化し、アルファスタント結成（後述）後の『デッドリーターゲット 襲撃』撮影中のトラブルが原因でプルートとの関係を解消。その影響で、参加予定だった『Fist of the North Star 北斗の拳』を降板している。その後、プルートから謝罪を受けて『ブレード/妖剣伝説』のアシスタント・アクション・コーディネーターを担当する。
1992年には、倉田アクションクラブの先輩である小池達朗や後輩の野口彰宏とともにスタント・チーム「アルファスタント」を設立した。
1993年に成家班（ジャッキースタントチーム）から技術を学んだことにより、本格的にワイヤーアクションを学び始める。
『ブレード/妖剣伝説』の仕事が終わった頃、『パワーレンジャー』のスタッフが「ジェフとコーイチ」と会いたいと言っている話を知人から聞き、プルートとともに面接を受ける。その結果、プルートが同作のアクション監督に決まり、坂本にもアシスタントの依頼が入るが、プルートとのトラブルを避けたかったこととスケジュールの都合から辞退する。その後、日本人スタントマンの斡旋で関わり、『パワーレンジャー』の第78話においてワイヤースタッフとして現場に参加した後、戦闘員役として出演している。その後、『パワーレンジャー・映画版』の監督に内定していたスティーブ・ワンから同作への参加依頼を受けたことがきっかけで、『バーチャル戦士トゥルーパーズ』のバンクシーンの演出を担当。その映像を『パワーレンジャー』のプロデューサーだったジョナサン・ヅァクワーが視聴したことがきっかけで、同作のアクション監督の依頼が入る。プルートとのトラブルを避けたいことから坂本は依頼を辞退する意向だったが、プルートが解雇されたこともあり、第2シーズン終盤からアクション監督を担当。
パワーレンジャーシリーズにおいては、『ジオ』から本編監督としても参加し、『イン・スペース』からはローテーション監督となる。『ロスト・ギャラクシー』以降は共同プロデューサーを務める。プロデューサーになったきっかけとして、坂本はヅァクワーの依頼で原作となるスーパー戦隊シリーズの内容を脚本家やストーリー・エディターに通訳するようになり、その場で出したアイディアがドラマ構成にも取り入れられ、それらの功績が評価されたと推測している。日本における特撮監督にあたる仕事も、坂本が担当している。
『パワーレンジャー・ワイルドフォース』の制作中、ウォルト・ディズニー・カンパニーから来シーズンから『パワーレンジャー』の撮影地がニュージーランドに変更されるため、製作総指揮として新番組の立ち上げをして欲しいとオファーが入る。2002年9月には同国に拠点を移しており、それ以降は1年のうち8か月間はニュージーランドで過ごし、残りの期間は自宅のあるロサンゼルスで過ごしていた。永住権保持者の外国人が長期にわたってアメリカを離れるには手続きが必要なため、ディズニーによる協力でアメリカ国籍を取得。
2003年放送の『パワーレンジャー・ニンジャストーム』以降は共同製作総指揮、2005年放送の『パワーレンジャー・S.P.D.』からは製作総指揮となる。
2006年に、米ディズニーチャンネルで放送された映画『カンフー・プリンセス・ウェンディー・ウー』のアクション監督を務めた。撮影は、当時『パワーレンジャー』を撮影していたニュージランド・オークランド市。
2009年、『パワーレンジャー・RPM』を持って長年関わってきたパワーレンジャーシリーズが2年ほど休止することが決定したため、ディズニーとの契約を凍結し、同年秋に家族をロサンゼルスに残して日本へ一時帰国。『大怪獣バトル ウルトラ銀河伝説 THE MOVIE』を監督。同作品の仕事が終わった後はアメリカへ戻る予定だったが、『パワーレンジャー』の制作で親交のあった塚田英明の誘いに応じ、『仮面ライダーW』の本編および同作の劇場版、Vシネマの監督を務めた。
2011年には『パワーレンジャー・サムライ』の立ち上げに関わり、『海賊戦隊ゴーカイジャー』にゲスト監督として参加した後、『仮面ライダーフォーゼ』のメイン監督を担当。2013年には『獣電戦隊キョウリュウジャー』のメイン監督を担当し、2014年には『ウルトラマンギンガS』のメイン監督を担当。

## 人物
明るい性格で、出演者からは笑顔や優しさ、また熱意やテンションの高さなどについて語られることが多い。女性好きでもあり、撮影現場で女優に下ネタを述べることやスキンシップを求めることなどもあるが、人柄などから周囲には好意的に受け止められている。『仮面ライダーフォーゼ』の福士蒼汰は「お父さん」と形容しているが、『ウルトラマンギンガS』の出演者らからは少年のようであるとも評されている。
妻はスタントウーマンの梛野素子。自身が監督した『ウィケッド・ゲーム』の現場で知り合い、2002年4月に結婚。息子の坂本結理はアメリカで芸能活動をしており、日本でも『from Episode of スティンガー 宇宙戦隊キュウレンジャー ハイスクールウォーズ』において佐久間小太郎の吹き替えスタントでデビューした。前妻は『Guyver: Dark Hero』のプロダクション・マネージャーを務めていたタマラ・ノーランドで、タマラとの間に授かった娘の坂本翔・マティルダはダンサーをしている。
子供時代に愛好していた作品には『仮面ライダー』、『ウルトラマンレオ』、『仮面ライダーストロンガー』、『科学戦隊ダイナマン』、『マジンガーZ対暗黒大将軍』などを挙げている。そのうち、『レオ』については2018年8月16日に開催されたイベント「ウルトラマンフェスティバル」で「僕の一番の願いは、新作のレオを作ること」と明かすなど、特に愛好を示している。
仮面ライダーシリーズは制作に参加する前から愛好しており、幼少期に視聴した一番最初のヒーロー作品であると語っている。そのため、日本国外にいた際もチェックしていた。
アメリカ国籍ゆえ、日本での活動には3年ごとに就労ビザを取得しているが、2020年は更新期限の4月に新型コロナウイルス流行に対する緊急事態宣言の発令によって手続きが複雑化し、期限ギリギリまで迫っていたという。無事に更新は行えたものの、仮にビザが失効してもアメリカではロックダウンが実施されているため、帰るに帰れなかっただろうと述べている。

## 作風
ワイヤーアクションを得意としており、機械でワイヤーを動かす米国式よりも香港風の手引きワイヤーを好む。
ブルース・リーを愛好していることから、アクションに截拳道を取り入れることもある。演出を担当していない『特命戦隊ゴーバスターズ』でも、撮影前にアクション監督の福沢博文から截拳道について質問を受けて指導している。また、香港映画の影響から、アクションの打撃を強調するためにベビーパウダーを使用している。
バイクスタントやカーアクションも取り入れることが多い。
アクションを主軸とした作品作りを行っており、どのようなアクションをさせるかという視点から作品内容を発想している。変身ヒーローものであっても変身前の俳優にアクションをさせることが多く、出演者からも坂本の担当回はアクションが多いと認識されている。キャラクター描写も、ファイティングスタイルを変えることによって描き分けている。
撮影に当たっては自身の中に作品の明確なイメージが存在しており、出演者からも説明のわかりやすさや指導の的確さが評価されている。アクションも自ら指導や実演することも多い。
ディズニー時代の経験から、子供向け番組では子供が飽きないようなテンポ感を重視している。また、色調を濃くすることで鮮やかさを演出し、日常と異なる世界観の表現で子供の目を引いたり、造形物の現実的な質感を出すことも意識している。
リメイクキャラクターを登場させる時は、まったく異なるものにするのではなく、オリジナルの要素を発展させることを一貫している。特撮シリーズ作品では、自身の原体験作品の要素を取り入れることも多い。クロスオーバー作品で自身が担当していない作品を手がける際には、事前に全話見返すなどして研究している。
撮影現場では俳優らとコミュニケーションを取ることを好んでいる。交流を深めることで現場を盛り上げるだけでなく、個人の長所や要望を知って作品に取り入れるなど、俳優の個性を尊重している。キャスティングには、シリーズ作品のOG・OBや自作品に出演した俳優を再起用することも多い。
一緒に仕事する女優には毎回片思いするようにしており、女優の胸元や脚部を強調したカットやアクションも多用するほか、女優にはオイルを塗るのが定番となっているといったチャーミングさやセクシーさを強調する特徴から、ファンの間では「特撮界のエロ監督」という異名でも知られている。一方、男性俳優でも肉体美を評価している者には上半身裸になる場面を用意している。
3年ほど前キュウレンジャー等で関わりのあるスティンガー役の岸洋佑のYouTubeチャンネルエレメンタリーチャンネルにゲスト出演した際、岸に「アクションを撮る上で、同業者にバレてもいい範囲で、こだわってることは？」と質問された際に「アクションのテンポに拘ってる」と答えた。岸の本業がシンガーソングライターのため音楽に例えて「パンパンのような単調なリズムだとみてる人は飽きるから、自分はパン！パパン！と言ったように緩急をつける」と語り、撮影の際アクションはアクション部がつけるため自分はそれをどう演出するかを考えると答えた際、岸は「アレンジャーですね」と評した。

## 参加作品

### スタッフ参加

#### テレビドラマ（スタッフ）
太字はパイロット監督（メイン監督）担当作品。
- 新スーパーマン Lois and Clark: The New Adventures of Superman（1993年） - 格闘シーンのスーパーバイザー（第32話）
- バーチャル戦士トゥルーパーズ VR Troopers（1994年） - バトルグリッドシーンのアクション監督
- ウェイバリー通りのウィザードたち Wizards of Waverly Place（2007年） - スタント・コーディネーター
- アーロン・ストーン Aaron Stone（2009年） - アクションスーパーバイザー
- モブサイコ100（2018年） - 監督
- SEDAI WARS（2020年） - 監督[80]
- パワーレンジャーシリーズ
  - パワーレンジャー Mighty Morphin' Power Rangers（1995 - 1996年） - セカンドユニット監督、スタント・コレオグラファー（第104 - 106話）
  - パワーレンジャー・ジオPower Rangers Zeo（1996年） - 監督（アイザック・フロレンティーンとの連名）、セカンドユニット監督
  - パワーレンジャー・ターボ Power Rangers Turbo（1997年） - 監督、アクション監督、セカンドユニット監督
  - パワーレンジャー・イン・スペース Power Rangers in Space（1998年） - 監督、セカンドユニット監督、アクション監督、スタント・コーディネーター、SFX監督、最終回脚本原案
  - パワーレンジャー・ロスト・ギャラクシー Power Rangers Lost Galaxy（1999年） - 監督、セカンドユニット監督、アクション監督（第1 - 15話）、アクション・コレオグラファー（第16 - 45話）、共同プロデューサー、スタント・コーディネーター
  - パワーレンジャー・ライトスピード・レスキュー Power Rangers Lightspeed Rescue（2000年） - 監督、セカンドユニット監督、アクション・コレオグラファー、共同プロデューサー、スタント・コーディネーター
  - パワーレンジャー・タイムフォース Power Rangers Time Force（2001年）、監督、セカンドユニット監督、アクション・コレオグラファー、共同プロデューサー、スタント・コーディネーター
  - パワーレンジャー・ワイルドフォース Power Rangers Wild Force（2002年） - 監督、セカンドユニット監督、アクション・コレオグラファー、共同プロデューサー、スタント・コーディネーター
  - パワーレンジャー・ニンジャストーム Power Rangers Ninja Storm（2003年） - 監督、共同製作総指揮、セカンドユニット監督
  - パワーレンジャー・ダイノサンダー Power Rangers DinoThunder（2004年） - 共同製作総指揮、セカンドユニット監督
  - パワーレンジャー・S.P.D. Power Rangers S.P.D（2005年） - 製作総指揮、セカンドユニット監督、日本語版監修（2011年）
  - パワーレンジャー・ミスティックフォース Power Rangers Mystic Force（2006年） - 製作総指揮、セカンドユニット監督、日本語版監修（2012年）
  - パワーレンジャー・オペレーション・オーバードライブ Power Rangers Operation Overdrive（2007年） - 製作総指揮、セカンドユニット監督
  - パワーレンジャー・ジャングルフューリー Power Rangers Jungle Fury（2008年） - 製作総指揮、セカンドユニット監督
  - パワーレンジャー・RPM Power Rangers R.P.M（2009年） - 製作総指揮、セカンドユニット監督
  - パワーレンジャー・サムライ Power Rangers Samurai（2011年） - アクション監督（第1 - 20話）、アディショナル・マテリアルズ・ディレクター（第1 - 20話）
  - パワーレンジャー・スーパーメガフォース Power Rangers Supermegaforce（2014年） - レジェンダリーバトル監督
- スーパー戦隊シリーズ
  - 魔法戦隊マジレンジャー（2005年） - NZユニットアクション監督
  - 獣拳戦隊ゲキレンジャー（2007年） - NZユニットアクション監督
  - 海賊戦隊ゴーカイジャー（2011年） - 監督
  - 獣電戦隊キョウリュウジャー（2013 - 2014年） - 監督
  - 獣電戦隊キョウリュウジャーブレイブ 파워레인저 다이노포스 브레이브（2017年） - 監督、アクション監督
  - 4週連続スペシャル スーパー戦隊最強バトル!!（2019年） - 監督、アクション監督
  - 騎士竜戦隊リュウソウジャー（2019年） - 監督
  - 魔進戦隊キラメイジャー（2020年） - 監督
  - 王様戦隊キングオージャー（2023年） - 監督[81]
  - ナンバーワン戦隊ゴジュウジャー（2025年） - 監督[82]
- 仮面ライダーシリーズ
  - KAMEN RIDER DRAGON KNIGHT Kamen Rider Dragon Knight（2009年） - セカンドユニット監督（パイロット版、第1 - 3話）
  - 仮面ライダーW（2010年） - 監督
  - 仮面ライダーフォーゼ（2011 - 2012年） - 監督
  - 仮面ライダーゴースト（2015 - 2016年） - 監督、絵コンテ
  - 仮面ライダーエグゼイド（2016年） - 監督、絵コンテ
  - 仮面ライダージオウ（2018年） - 監督
  - 仮面ライダーセイバー（2020 - 2021年） - 監督[83]
  - 仮面ライダーリバイス（2021年） - 監督
  - 仮面ライダーギーツ（2022年 - 2023年） - 監督[84]
  - 仮面ライダーガッチャード（2024年） - 監督
- 牙狼〈GARO〉シリーズ
  - 牙狼-GARO- 〜MAKAISENKI〜（2011年） - セカンドユニット監督
  - 牙狼-GARO- 〜闇を照らす者〜（2013年） - セカンドユニット監督
- ウルトラシリーズ
  - ウルトラマンギンガS（2014年） - 監督
  - ウルトラファイトビクトリー（2015年） - 監督
  - ウルトラマンX（2015年） - 監督
  - ウルトラファイトオーブ 親子の力、おかりします！（2017年） - 監督
  - ウルトラマンジード（2017年） - 監督、画コンテ
  - ウルトラマンZ（2020年） - 監督[85]
  - ウルトラマントリガー NEW GENERATION TIGA（2021 - 2022年） - 監督[86]
  - ウルトラマンデッカー（2022年） - 監督[87]
- ウイングマン（2024年） - 監督・アクション監督[88]

#### 映画（スタッフ）
- アンダーカバー Martial Law II: Undercover/Karate Cop（1991年） - アシスタント・スタント・コーディネーター
  - アンダーカバー/炎の復讐 Mission of Justice（1992年） - アシスタント・スタント・コーディネーター
- Guyver: Dark Hero Guyver: Dark Hero（1994年） - スタント・コーディネーター、ファイト・コレオグラファー
- ファイアーイーグル Open Fire（1994年） - アシスタント・スタント・コーディネーター
- デッドリーターゲット 襲撃 Deadly Target（1994年） - アシスタント・スタント・コーディネーター
- Walking After Midnight（1996年） - 追加撮影部分のワイヤースタント・コーディネーター
- スペース・トラッカー Space Truckers（1997年） - アクション・コーディネーター、スタント・スーパーバイザー
- 破壊王 DRIVE Drive（1997年） - スタント・コーディネーター、アクション・コーディネーター
- ハイボルテージ High Voltage（1997年） - スタント・コーディネーター
- パワーレンジャー・ターボ・映画版・誕生!ターボパワー Turbo: A Power Rangers Movie（1997年） - スタント・コーディネーター（ノンクレジット）、セカンドユニット監督（ロサンゼルスユニット）
- スタークリスタル2 The Survivor（1998年） - スタント・コーディネーター
- The Wonderful Ice Cream Suit（1998年） - スタント・コーディネーター
- GEDO The Fatal Blade 外道（1999年） - スタント・コーディネーター、セカンドユニット監督
- Ultimate Target（2000年） - スタント・コーディネーター
- ウィケッド・ゲーム Wicked Game（2000年） - 監督（横山誠と連名）、カメラ・オペレーター
- G-Men from Hell（2000年） - スタント・コーディネーター
- ドラキュリア Dracula 2000（2000年） - スタント・コーディネーター、セカンドユニット監督
- The Ghost（2001年） - スタント・コーディネーター
- キング・オブ・バイオレンス King of the Ants（2003年） - スタント・コーディネーター（デヴィッド・ウォルドとの連名）
- Broken Path（2008年） - 監督
- NINJA ニンジャ in L.A. Hellbinders（2009年） - スペシャルサンクス
- ウルトラシリーズ
  - 大怪獣バトル ウルトラ銀河伝説 THE MOVIE（2009年） - 監督
  - 劇場版 ウルトラマンギンガS 決戦!ウルトラ10勇士!!（2015年） - 監督、画コンテ
  - 劇場版 ウルトラマンジード つなぐぜ! 願い!!（2018年） - 監督
- 仮面ライダーシリーズ
  - 仮面ライダーW FOREVER AtoZ/運命のガイアメモリ（2010年） - 監督
  - 劇場版 仮面ライダーオーズ WONDERFUL 将軍と21のコアメダル（2011年） - 「仮面ライダーフォーゼ」演出協力
  - 仮面ライダー×仮面ライダー フォーゼ&オーズ MOVIE大戦MEGA MAX（2011年） - 監督、アクション監督
  - 仮面ライダーフォーゼ THE MOVIE みんなで宇宙キターッ!（2012年） - 監督、アクション監督
  - 仮面ライダー×仮面ライダー ウィザード&フォーゼ MOVIE大戦アルティメイタム（2012年） - 監督、アクション監督
  - 仮面ライダー平成ジェネレーションズ Dr.パックマン対エグゼイド&ゴーストwithレジェンドライダー（2016年） - 監督、絵コンテ
  - 劇場版 仮面ライダーリバイス バトルファミリア（2022年） - 監督
- トラベラーズ 次元警察（2013年） - 監督
- スーパー戦隊シリーズ
  - 劇場版 獣電戦隊キョウリュウジャー ガブリンチョ・オブ・ミュージック（2013年） - 監督
  - 獣電戦隊キョウリュウジャーVSゴーバスターズ 恐竜大決戦! さらば永遠の友よ（2014年） - 監督
  - 騎士竜戦隊リュウソウジャー 特別編 メモリー・オブ・ソウルメイツ（2021年） - 監督、アクション監督
- 009ノ1 THE END OF THE BEGINNING（2013年） - 監督、アクション監督
- 白魔女学園（2013年） - 監督
  - 白魔女学園 オワリトハジマリ（2015年） - 監督
- 赤×ピンク（2014年） - 監督
- 俺たち賞金稼ぎ団（2014年） - 監督
- KIRI -「職業・殺し屋。」外伝-（2015年） - 監督・アクション監督
- 破裏拳ポリマー（2017年） - 監督
- 文豪ストレイドッグス BEAST（2022年） - 監督
- 漆黒天 -終の語り-（2022年） - 監督
- 妖獣奇譚 ニンジャVSシャーク（2023年、エクストリーム）- 監督[89]
- 英雄傳（2025年） - 監督・原案・アクション監督

#### テレビ映画（スタッフ）
- ヘンゼルとグレーテル Hansel & Gretel（2002年） - スタント・コーディネーター
- カンフー・プリンセス・ウェンディー・ウー Wendy Wu: Homecoming Warrior（2006年） - アクション・ユニット監督、VFXユニット監督

#### オリジナルビデオ（スタッフ）
- アンダーカバー/マーシャル・コップ Martial Outlaw（1993年） - アシスタント・スタント・コーディネーター
- スキャナーズ ニュー・エッジ/ザカリアス Scanner Cop（1993年） - アシスタント・スタント・コーディネーター
- Savate（1995年） - スタント・コーディネーター、ファイティング・コーディネーター
- ブレード/妖剣伝説 Sword of Honor（1996年） - アシスタント・アクション・コーディネーター
- ヘルレイザー ゲート・オブ・インフェルノ Hellraiser: Inferno（2000年） - スタント・コーディネーター（デヴィッド・ウォルドとの連名）
- ゴッド・アーミー 聖戦 The Prophecy 3: The Ascent（2000年） - スタント・コーディネーター
- ミミック2 Mimic 2（2001年） - スタント・コーディネーター
- Devon's Ghost: Legend of the Bloody Boy（2005年） - 監督（ジョニー・ヨング・ボッシュと連名）
- 仮面ライダーW RETURNSシリーズ（2011年） - 監督・アクション監督
  - 仮面ライダーアクセル
  - 仮面ライダーエターナル
- 宇宙刑事 NEXT GENERATIONシリーズ（2014年） - 監督・アクション監督
  - 宇宙刑事シャリバン NEXT GENERATION
  - 宇宙刑事シャイダー NEXT GENERATION
- スペース・スクワッドシリーズ（2017 - 2018年） - 監督・アクション監督
  - スペース・スクワッド ギャバンVSデカレンジャー
  - ガールズ・イン・トラブル スペース・スクワッド エピソードゼロ
  - 宇宙戦隊キュウレンジャーVSスペース・スクワッド
- 宇宙戦隊キュウレンジャー Episode of スティンガー（2017年） - 監督
- 魔進戦隊キラメイジャーVSリュウソウジャー（2021年） - 監督・アクション監督[90]
- リバイスForward 仮面ライダーライブ&エビル&デモンズ（2023年） - 監督[91]
- 仮面ライダーギーツ ジャマト・アウェイキング（2024年） - 監督[92]
- 王様戦隊キングオージャーVSキョウリュウジャー（2024年） - 監督・アクション監督[93]

#### ネット配信（スタッフ）
- from Episode of スティンガー 宇宙戦隊キュウレンジャー ハイスクールウォーズ（2017年） - 監督
- ウルトラギャラクシーファイトシリーズ - 監督
  - ウルトラギャラクシーファイト ニュージェネレーションヒーローズ（2019年）[94]
  - ウルトラギャラクシーファイト 大いなる陰謀（2020年）[95]
  - ウルトラギャラクシーファイト 運命の衝突（2022年）[96]
  - ULTRAMANREGULOS　ウルトラマンレグロス（2023年）- 監督
  - ウルトラマンレグロス ファーストミッション（2023年） - 監督
- BLACKFOX: Age of the Ninja（2019年） - 監督・アクション監督[97]
- 仮面ライダーセイバー スピンオフ 剣士列伝（2020年） - 監督
- 仮面ライダーセイバー×ゴースト（2021年） - 監督[98]
- 仮面ライダースペクター×ブレイズ（2021年） - 監督[99]
- ヨドンナ（2021年） - 監督[100]
  - ヨドンナ2（2021年） - 監督
  - ヨドンナ3 ヨドンナのバレンタイン（2023年）- 監督
  - ヨドンナ THE FINAL（2024年） - 監督[101]
- リバイスレガシー 仮面ライダーベイル（2022年） - 監督
- グッドモーニング、眠れる獅子（2022年） - 監督
  - グッドモーニング、眠れる獅子2（2023年） - 監督
- TTFCオリジナル「劇場版 仮面ライダーリバイス」スピンオフ配信ドラマ「Birth of Chimera」（2022年） - 監督
- 仮面ライダージャンヌ&仮面ライダーアギレラ withガールズリミックス（2022年） - 監督
- ギーツエクストラ 仮面ライダーパンクジャック（2023年） - 監督
  - ギーツエクストラ 仮面ライダータイクーン meets 仮面ライダーシノビ（2023年） - 監督[102]
  - ギーツエクストラ 仮面ライダーゲイザー（2024年） - 監督[103]
- 忍者戦隊カクレンジャー　第三部・中年奮闘編（2024年） - 監督[104]・アクション監督
- 仮面ライダーマジェード withガールズリミックス（2025年） - 監督[105]

#### ミュージックビデオ（スタッフ）
- 五十嵐幸実（映美くらら・大久保桜子）「My dream」（2022年） - 監督
- ナイスファミリバ（前田拳太郎・日向亘・井本彩花・濱尾ノリタカ・浅倉唯・関隼汰・八条院蔵人・小松準弥）「Love yourself」（2023年）- Director
- 五十嵐大二・門田ヒロミ（日向亘・小松準弥）「Come Alive」（2023年）- Director
- 浮世英寿&ジーン（簡秀吉&鈴木福）「Live for the moment」（2023年）-　監督
- ジャマーガーデンズ 吾妻道長＆ベロバ＆五十鈴大智&アルキメデル（杢代和人、並木彩華、後藤大、春海四方) 「Odds n’ Ends」（2023年）- 監督

#### CM（スタッフ）
- アディダス（1998年） - スタント・コーディネーター
- カードファイト!! ヴァンガード（2013年） - 監督

#### ゲーム（スタッフ）
- バイナリー ドメイン（2012年） - ムービーパート演出
- グレイトバトル フルブラスト（2012年） - OP絵コンテ
- KAMEN RIDER memory of heroez（2020年） - OPムービー監督[106]

#### その他（スタッフ）
- Star Runners 予告編（1995年） - アクション・コーディネーター
- Tankboy TV（2009年） - スペシャルサンクス
- cod-E 〜Eの暗号〜（2011年） - プロモーションビデオ演出
- GUNBLADE（2014年） - 製作総指揮、プロモーション映像監督
- ポプテピピック シーズン2（2022年） - 第1話、第12話「Endless Love」監督[107]

### 出演参加

#### テレビドラマ（出演）
- 新スーパーマン Lois and Clark: The New Adventures of Superman（1994年） - 忍者 役（第32話ゲスト）
- パワーレンジャー Mighty Morphin' Power Rangers（1994年） - Zゴーレム 役
- パワーレンジャー・ジオPower Rangers Zeo（1996年） - トライター 役（第41・42話ゲスト、声はポール・セント・ピーターが吹き替え）
- L.A.大捜査線 マーシャル・ロー Martial Law（1998年） - 中国マフィア 役
- Safe Harbor（1999年） - 空手の師範 役
- 非公認戦隊アキバレンジャー シーズン痛（2013年） - ジョージ・スピルバートン 役（第5話ゲスト）

#### 映画（出演）
- アンダーカバー/炎の復讐 Mission of Justice（1992年） - ガード1 役
- アンジェリーナ・ジョリー サイボーグII Cyborg 2： Glass Shadow（1993年） - ガード 役
- ミュータント・タートルズ3 Teenage Mutant Ninja Turtles III（1993年） - 若い僧侶 役
- バニシング・レッド Joshua Tree（1993年） - チャイニーズマフィア 役
- Guyver: Dark Hero Guyver: Dark Hero（1994年） - ガイバー（アクション用）、サカキ 役
- デッドリーターゲット 襲撃 Deadly Target（1994年） - ギャング 役、スタントダブル（田中正悟）
- 狂情殺手（1995年） - チャイニーズマフィア
- Savate（1995年） - インディアン
- Asian Task Force（1995年） - スタント
- For Life or Death（1996年） - スタントダブル
- 破壊王 DRIVE Drive（1997年） - ギャング役
- ビバリーヒルズ・ニンジャ Beverly Hills Ninjae（1997年） - 忍者 役
- リーサル・ウェポン4 Lethal Weapon 4（1998年） - 中国マフィア 役、スタント
- ウィケッド・ゲーム Wicked Game（2000年） - ラスベガスのギャング2 役
- BROTHER（2001年） - スタント
- ウインドトーカーズ Windtalkers（2002年） - 日本兵 役、スタント
- 復讐者 Malevolent（2002年） - スタント

#### テレビ映画（出演）
- バニシング・サン （3）/野望の果て Vanishing Son III（1994年） - 中国マフィア 役
- バニシング・サン （4）/愛憎の行方 Vanishing Son IV（1994年） - 中国マフィア 役
- Yakuza Connection（1995年） - ヤクザ 役
- Mercenary（1997年） - スタント
- Partners（2000年） - ギャング 役

#### オリジナルビデオ（出演）
- バウンティーハンター 死の報酬 Bounty Tracker（1992年） - インドネシアマフィア 役
- アンダーカバー/マーシャル・コップ Martial Outlaw（1993年） - ファイター 役
- スキャナーズ ニュー・エッジ/ザカリアス Scanner Cop（1993年） - ギャング2 役
- ザ・格闘王2（1994年）[108]
- NO WAY BACK 逃走遊戯 No Way Back（1995年） - ギャング 役
- ブレード/妖剣伝説 Sword of Honor（1996年） - ギャング 役、スタント

#### その他（出演）
- 仮面ノリダー（1988年） - ジョッカーの皆さん 役
- ディズニーXD内アーロン・ストーンCM（2009年） - アーロン・ストーンのアクション監督としてインタビュー

#### イベント出演
- パワーモーフィコン2007

## 著作
- ハリウッドアクション! ジャッキー・チェンへの挑戦（1996年） - フィルムアート社
- 映画監督 坂本浩一 全仕事 ~ウルトラマン・仮面ライダー・スーパー戦隊を手がける稀代の仕事師~（2018年） - カンゼン